# Кваньяма (держава)
Кваньяма   — африканська держава народу овамбо, утворена близько 1550 року. Одне з останніх держав, що зберегла незалежність перед Першою світовою війною. Внаслідок війни з Португалією та Великою Британією у 1917 році припинила своє існування. Відома також як Куанхама.

## Історія
Сформувалася як союз різних племен на чолі з кваньяма — потужною групою народу овамбо. Час утворення відноситься дос ередини XVI ст. Протягом тривалого часу зберігала незалежність від сусідів. При цьому вправно чинила спроти усім загарбникам. Втім значна частина її історії до тепер недостатньо досліджена.
У XIX ст. стикнулася з наміром Португалії та Німеччини загарбати свої землі. В результаті чинила запеклий спротив. За угодами землі Кваньяма було поділено між Португальською Західною Африкою і Німецькою південно-Західною Африкою. У 1880-х роках номінально визнала зверхність Німеччини.
1911 року охамба Мандуме я Ндемуфайо з наміром захисту овамбо об'єднав в союз інші держави овамбо — Куамато, Евале, Куамбі й Хамбе. За підрахункам спільне військо сягнуло 50 тис. вояків. До початку Першої світової війни чинив запеклий опір просуванню німців на землі овамбо. З початком війни уклав угоду з німцями, що стали постачати зброю. Натомість війська Мандуме активно діяли проти португальців в Анголі. У 1915 року після капітуляції німецьких загонів продовжив боротьбу проти португальських та британських військ, відхиливши ультиматум здатися. Зрештою 1917 року зазнав цілковитої поразки. За різними відомостями наклав на себе руки або застрелений британцями у сутичці. Держава Кваньяма була поділена між Португальською Західною Африкою і Південно-Західнної Африкою (частиною Південно-Африканського Союзу).

## Територія
Розташовано було в районі верхнього басейну Калахарі та верхнього басейну Кунене — охоплювала значну частину провінції Кунене (сучасна Ангола), Охангвена, Ошикото та Західне Каванго (сучасна Намібія).

## Устрій
Представляв своєрідний союз (конфедерацію) племен на чолі із верховним вождем — охамбою.